# Milpa Alta
Milpa Alta Mexikóváros legdélebbi és legkisebb népességű kerülete. Lakossága 2010-ben csak 130 000 fő körüli volt, de ez a szám gyorsan növekszik.

## Földrajz

### Fekvése
A Szövetségi Körzet déli részén fekvő kerületnek csak kis része várossal beépített, a déli fele például teljesen lakatlan. Területén a Vulkáni-keszthegység erdős hegyei emelkednek, legalacsonyabb pontja 2300 m alatti, legmagasabb (a Tláloc) viszont meghaladja a 3600 métert. Milpa Alta, Tláhuac és Xochimilco kerületek hármas határán emelkedik a Teuhtli nevű vulkán. Milpa Alta legfontosabb vízfolyása az Arroyo El Cuatzin nevű patak.

### Éghajlat
A kerület éghajlata meleg, de nem forró, és nyáron–ősz elején csapadékos. Minden hónapban mértek már legalább 25 °C-os meleget, de a rekord nem érte el a 35 °C-ot. Az átlagos hőmérsékletek a januári 12,9 és a májusi 17,9 fok között váltakoznak, gyenge fagy időnként előfordul. Az évi átlagosan 752 mm csapadék időbeli eloszlása nagyon egyenetlen: a júniustól szeptemberig tartó 4 hónapos időszak alatt hull az éves több mint 70%-a.
| Hónap                                   | Jan. | Feb. | Már. | Ápr. | Máj. | Jún. | Júl. | Aug. | Szep. | Okt. | Nov. | Dec. | Év   |
| --------------------------------------- | ---- | ---- | ---- | ---- | ---- | ---- | ---- | ---- | ----- | ---- | ---- | ---- | ---- |
| Rekord max. hőmérséklet (°C)            | 27,0 | 27,0 | 29,5 | 34,0 | 33,5 | 31,0 | 28,0 | 27,0 | 27,0  | 27,0 | 28,5 | 25,5 | 34,0 |
| Átlagos max. hőmérséklet (°C)           | 20,0 | 21,2 | 23,4 | 24,7 | 24,6 | 22,8 | 21,7 | 21,4 | 20,9  | 21,0 | 20,8 | 20,1 | 21,9 |
| Átlaghőmérséklet (°C)                   | 12,9 | 13,9 | 16,1 | 17,6 | 17,9 | 17,2 | 16,3 | 16,1 | 15,9  | 15,2 | 14,2 | 13,2 | 15,5 |
| Átlagos min. hőmérséklet (°C)           | 5,8  | 6,6  | 8,8  | 10,4 | 11,2 | 11,5 | 10,8 | 10,8 | 10,9  | 9,4  | 7,6  | 6,4  | 9,2  |
| Rekord min. hőmérséklet (°C)            | −4,0 | −2,0 | 0,0  | 3,0  | 5,0  | 6,0  | 5,5  | 6,0  | 4,0   | 1,0  | −2,0 | −2,5 | −4,0 |
| Átl. csapadékmennyiség (mm)             | 16   | 8    | 14   | 31   | 66   | 124  | 145  | 152  | 123   | 53   | 13   | 9    | 752  |
| Forrás: Servicio Meteorológico Nacional |      |      |      |      |      |      |      |      |       |      |      |      |      |

## Népesség
A kerület népessége a közelmúltban rendkívül gyorsan növekedett:
| Év   | Lakosság |
| ---- | -------- |
| 1990 | 63 654   |
| 1995 | 81 102   |
| 2000 | 96 773   |
| 2005 | 115 895  |
| 2010 | 130 582  |

## Települései
A kerülethez 2010-ben összesen 225 település is tartozott, közülük a jelentősebbek:
| Település                         | Lakosság (2010) |
| --------------------------------- | --------------- |
| San Antonio Tecómitl              | 24 397          |
| Villa Milpa Alta (kerületközpont) | 18 274          |
| San Pablo Oztotepec               | 15 507          |
| San Salvador Cuauhtenco           | 13 856          |
| San Francisco Tecoxpa             | 11 456          |
| Santa Ana Tlacotenco              | 10 593          |
| San Pedro Atocpan                 | 8283            |
| San Bartolomé Xicomulco           | 4340            |
| San Lorenzo Tlacoyucan            | 3676            |
| San Nicolás Tetelco               | 3490            |

## Története
Nevének jelentése „magas szántóföld/kukoricaföld”: a milpa szó a navatl nyelvből került át a mexikói spanyol nyelvjárásba.
A vidéken a 12. században csicsimék törzsek telepedtek meg, majd 1440-ben Hueyitlahuilli mexika kapitány igázta le az itt élőket. Számos település létesült a területen, amelyek egyik fő feladata a Tenochtitlanból dél felé (a mai Morelos államban található Cuernavaca és Oaxtepec vidéke felé) vezető út védelme volt. A települések közül az egyik legfontosabb Malacatepec Momoxco volt, ennek helyén alakult ki később Milpa Alta.
1521-ben, Tenochtitlan spanyol elfoglalása után a helyi indiánok jó része felmenekült a hegyekbe, és évekig fosztogatta a spanyol telepeseket. A békekötésre 1528-ban került sor, a következő évben pedig a Real Audiencia elismerte az indiánok jogát saját tulajdonukhoz és ahhoz, hogy saját vezetőket válasszanak, cserébe viszont elvárta, hogy adót fizessenek, és eddigi „bálványimádásukról” térjenek át a kereszténységre. Hamarosan meg is érkeztek a területre a ferences hittérítők, akik templomokat és kolostorokat építettek.
Mexikó függetlenségének elnyerése után, amikor létrejöttek az államok, ez a terület México államhoz került, de 1854. február 16-án Antonio López de Santa Anna elnök elrendelte a Szövetségi Körzet kiterjesztését déli irányban, így a korábbi Malacatepec Momoxco is hozzá került. A mexikói forradalom során a település lakói közül sokan csatlakoztak Francisco Ignacio Maderóhoz és Emiliano Zapatához.

## Turizmus, látnivalók
A kerület különlegessége, hogy Mexikóváros többi részével ellentétben sok kisebb településből áll. Mindegyikben számos (főként vallási jellegű) ünnepséget, fesztivált rendeznek az év során, így Milpa Alta területén mintegy 700 rendezvényt szerveznek évente. Többükben találhatók régi kápolnák és templomok, akár olyanok is, amelyek a 16. században épültek, valamint több más műemlék és emlékmű is áll a kerületben.
A fő rendezvények közé tartozik a molefesztivál, ahol több tucatnyi vendéglő (főként San Pedro Atocpan-iak) kínálja a mole nevű étel rengetegféle változatát. 1986 óta minden júniusban Villa Milpa Altában fügekaktusz-fesztivált tartanak, ugyanis ezen a vidéken nagyon jelentős ennek a növénynek a termesztése, és rengeteg ételreceptet ismernek errefelé, amelyek a fügekaktuszt használják alapanyagul. Szintén sok látogatót vonz, amikor halottak napja alkalmából rengeteg kis méretű, színes hőlégballont eresztenek fel az égbe.